# Guerech
Guerech (zm. 988), książę Bretanii, nieślubny syn księcia Alana II Krętobrodego i Judyty.

## Życiorys
Był opatem klasztoru w Saint-Benoît-sur-Loire, kiedy w 981 r., po śmierci swojego brata, księcia Hoela I, został księciem Bretanii. Od początku swego panowania musiał walczyć z konkurentem do władzy nad księstwem, Conanem, hrabią Rennes. Szukając sprzymierzeńców złożył w 983 r. hołd lenny Lotarowi, królowi zachodniofrankijskiemu.
Guerech zmarł w 988 r. i został pochowany w opactwie w Redon. Conan z Rennes został księciem Bretanii. Syn Guerecha z jego małżeństwa z Aremburgą, Alan, został hrabią Nantes. Zmarł w 990 r.